# 布爾佳基夫齊
48°53′36″N 26°10′1″E / 48.89333°N 26.16694°E
布爾佳基夫齊（烏克蘭語：Бурдяківці），是烏克蘭的村落，位於該國西部捷爾諾波爾州，由喬爾特基夫區負責管轄，面積5.17平方公里，海拔高度276米，2014年人口952，人口密度每平方公里210.3人。